# مالکو کامنیانه
مالکو کامنیانه (به بلغاری: Malko Kamenyane) یک منطقهٔ مسکونی در بلغارستان است که در شهرستان کروموفگراد واقع شده‌است.